# Hermann Wenzel (Wirtschaftsführer)

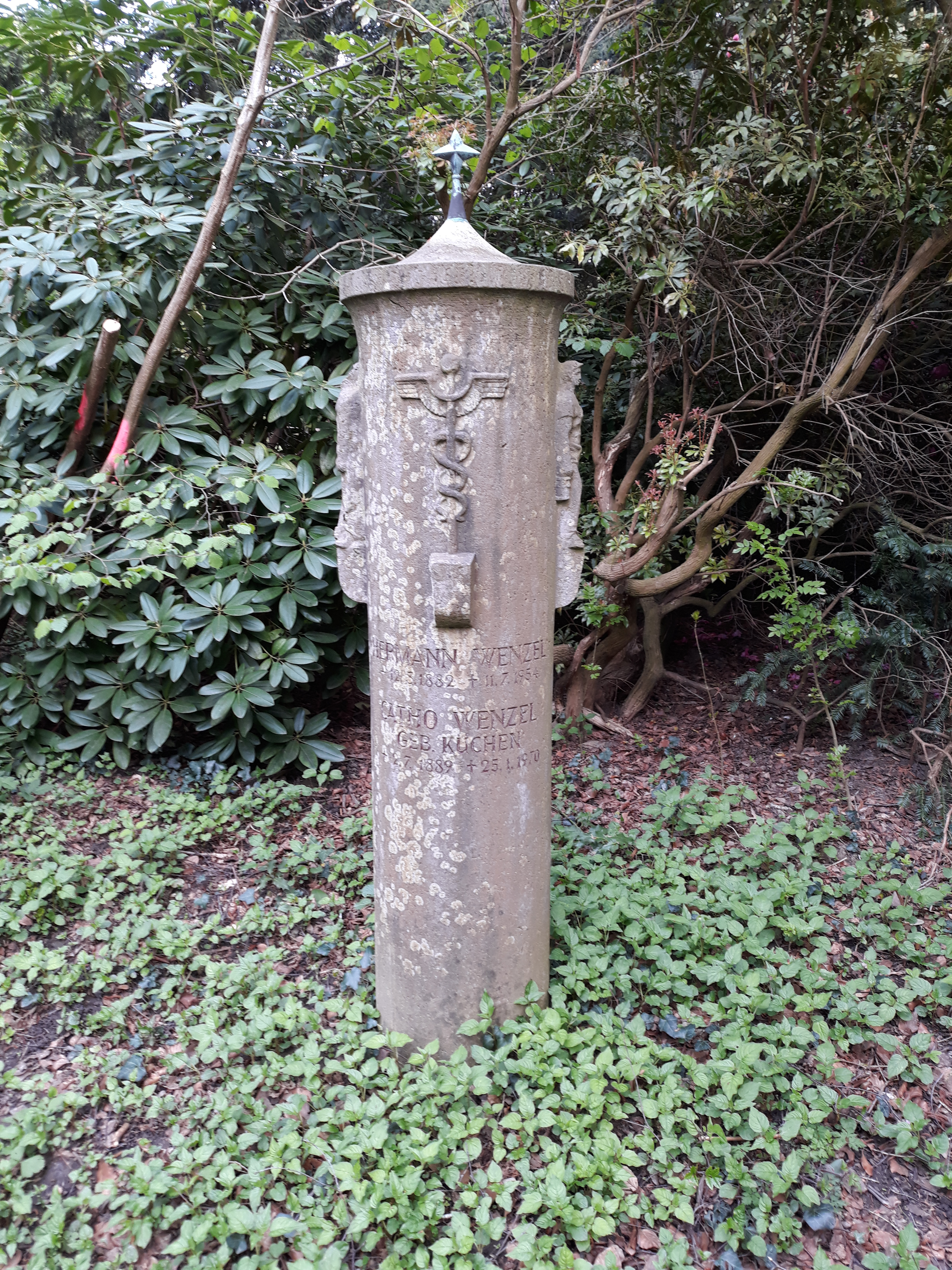
Das Grab von Hermann Wenzel und seiner Ehefrau Catho geborene Küchen auf dem Hauptfriedhof Dortmund

Hermann Wenzel (* 12. März 1882 in Wiesbaden; † 15. Juli 1954 in Düsseldorf) war ein deutscher Wirtschaftsführer im Bereich der Montanindustrie des Ruhrgebiets, einer der sogenannten Ruhrindustriellen. Er hatte in der ersten Hälfte des 20. Jahrhunderts zahlreiche Vorstands- und Aufsichtsratsmandate in verschiedenen Montanunternehmen, darunter als bedeutendsten den des Vorstands- und später Aufsichtsratsmitglieds der Vereinigte Stahlwerke AG (VSt/Vestag).

## Leben und Wirken
Nach der Schulausbildung absolvierte Wenzel ein Studium des Bergfaches, unter anderem an der Albert-Ludwigs-Universität Freiburg, wo er Mitglied im Corps Suevia Freiburg wurde. Das anschließende Referendariat schloss er mit dem 2. Staatsexamen ab und war zunächst kurz als Bergassessor tätig.
Nach dem Wechsel in die Privatwirtschaft stieg Wenzel bei der Deutsch-Luxemburgischen Bergwerks- und Hütten-AG (Deutsch-Lux) in leitende Positionen auf; 1910 erhielt er Prokura, ab 1916 war er Vorstandsmitglied und hier insbesondere für die Abteilung Dortmunder Union verantwortlich.
Als die Deutsch-Lux 1926 per Fusion in der Vereinigte Stahlwerke AG aufging, wechselte Wenzel gemeinsam mit dem Vorsitzenden Albert Vögler in den Vorstand der VSt. In dieser Zeit hatte Wenzel zahlreiche Vorstands- und Aufsichtsratsposten in Unternehmen inne, an denen die Vereinigte Stahlwerke AB Besitzanteile hielten, u. a. bei der Geisweider Eisenwerke AG, der Gelsenkirchener Bergwerks AG, den Rheinisch-Westfälischen Kalkwerken, den Westdeutschen Kalk- und Portlandzementwerken, der Westfälischen Transport-Actien-Gesellschaft und der Seereederei Frigga.
Zur Politik der Nationalsozialistischen Regierung verhielt Wenzel sich ambivalent: Einerseits gehörte er über seine Kontakte zu Albert Vögler zeitweise zum erweiterten Keppler-Kreis und blieb bis zum Ende des NS-Regimes in leitender Position eines für die deutsche Rüstungsindustrie wichtigsten Unternehmens. Andererseits lehnte er es nach Aussage von Ernst Poensgen ab, die sogenannte Industrielleneingabe von 1932 (eine Petition deutscher Unternehmer an den Reichspräsidenten Hindenburg, Hitler zum Reichskanzler zu ernennen) zu unterschreiben. In der Entnazifizierung nach Ende des Zweiten Weltkriegs wurde er als „unbelastet“ eingestuft. Die Alliierten befanden Wenzel für vertrauenswürdig und setzten ihn 1945 wieder als Aufsichtsratsvorsitzenden der VSt ein. Gemeinsam mit Hans-Günther Sohl war er Mitgestalter der Entflechtung des Konzerns durch die Alliierten.
Neben seinen beruflichen Verpflichtungen war Wenzel führendes Mitglied des Westfälischen Industrieklubs; 1934 saß er im Beirat, bei der Neugründung 1948 im Vorstand.
Ende 1953 erkrankte Wenzel schwer und legt die meisten seiner Ämter nieder.

## Ehrungen
Die Albert-Ludwigs-Universität Freiburg verlieh Wenzel 1928 die Ehrendoktorwürde (als Dr. phil. h.c.).
Im April 1952 erhielt Wenzel für seine Verdienste das Große Bundesverdienstkreuz mit Stern verliehen. Zu diesem Zeitpunkt war er in Rüthen wohnhaft.
Nach Wenzels Tod im Juli 1954 wurde ihm zu Ehren ein neues Kraftwerk auf dem VSt-Gelände in Duisburg-Ruhrort als Kraftwerk Hermann Wenzel benannt.